# Forever Kingdom
Forever Kingdom, відома в Японії як Evergrace II (яп. エヴァーグレイス 2, Evāgureisu Tsu) — рольова відеогра розроблена і випущена компанією FromSoftware для платформи PlayStation 2. Гра є приквелом до першої частини Evergrace.

## Персонажі
- Дарій (англ. Darius) — молодий мечник із села Солта. Його батьків було вбито в дитинстві, а також викрадено його друга дитинства Шарлайн. Решту дитинства він провів зі своїм другом Руяном, навчаючись, щоб стати одним із «Чотирьох Мечників Сольти» (англ. The Four Swordsmen of Solta).
- Дарій має щире серце з бажанням допомагати кожному, хто потребує допомоги.
- Руян (англ. Ruyan) — близький друг дитинства Дарія. Руян співчуває Дарію через його минуле та тренується стати мечником, щоб битись на стороні Дарія і таким чином покласти край Ночі Катастрофи (англ. Eve of Disaster).
- Руян — дуже сердечний юнак, добрий дух якого не дозволяє йому завдати шкоди іншому. Однак без кровопролиття не досягти миру.
- Фаєана (англ. Faeana) — молода дівчина з амнезією, яку Дарій та Руян виявили без свідомості під час подорожей. Відчувши прихильність до них, дівчина вирішує подорожувати з молодиками, в надії щось впізнати по дорозі, або, можливо, інакше повернути свою пам'ять.
- Дарсул (англ. Darsul) — чарівник, котрий проявляє інтерес до дівчини на ім'я Солька. Натрапивши на Дарія та його компанію, Дарсул накладає на них закляття Зв'язування Душ (англ. Soul Bind) і викрадає Сольку, не розкриваючи своїх мотивів.
- Друмхорт (англ. Drumhort) — одягнений мечником, з невідомих причин подорожує з Дарсулом. Допомагає у викраденні Сольки.
- Солька (англ. Solca) — таємнича молода дівчина, яку переслідували Дарсул і Друмхорт. До її викрадення Дарій та компанія випадково зустріли на Сольку, що призвело до дивних почуттів з боку Фаєани. Можливо, вона та Фаєана мають якийсь зв'язок, хоча подробиці поки невідомі.
- Карміла (англ. Karmyla) — темна жінка з дуже готичним виглядом, яка згодом супроводжує Дарсула, допомагаючи йому своєю мудрістю. Подробиці її взаємодії з Дарсулом залишаються невідомими Дарію та його компанії.
- Фельк (англ. Felk) — В даний час очолює армію Шолта, Фельк проводить більшу частину часу в пошуках загубленого зведеного брата. Зазвичай його супроводжує мечник на ім'я Саріс.
- Саріс (англ. Saris) — кочовий наймит, чужак в Едінбері. Він часто супроводжує Фелка, слугуючи йому правою рукою.

## Ігровий Процес

### Зв'язаність Душ
Зв'язаність Душ (англ. The Soul Bind — прокляття, накладене на Дарія та його компанію, що змушує їх ділити життєву силу. Таким чином, якщо на члена компанії Дарія хтось нападе, то всі члени його компанії зазнають шкоди. Також, зцілення одного персонажа також зцілює і двох інших.
Шкала «Душа»(англ. Soul) вимірює загальне здоров'я всіх учасників компанії та відображається в нижньому лівому куті екрана. Коли будь-який із трьох персонажів гравця завдає шкоди, рівень здоров'я на шкалі зменшується. Якщо шкала повністю виснажена, тоді вся компанія гине одночасно. У грі є можливість використовувати Екстракти Життя (цілющі зілля) натисканням кнопки, усуваючи деякі труднощі управління трьома персонажами, які мають один життєвий показник.

### Покращення персонажів
Замість того, щоб впроваджувати систему підвищення рівнів, подібно до більшості RPG, Forever Kingdom використовує прокачку персонажа за рахунок покращення спорядження. Кожен предмет або підвищує, або знижує атрибути відповідно, і може бути модифікованим у магазинах, щоб збільшити свою ефективність. Незважаючи на те, що зростання персонажа є досить затратним, прокачка персонажу є більш гнучкою із таким підходом.

### Бойові механіки
Бої в реальному часі: Forever Kingdom фокусується на боях в режимі реального часу між гравцем, двома союзними персонажами, керованими ШІ, та ворогами в реальному часі. Оскільки гравець може в будь-який момент контролювати лише одного члена компанії, інші два персонажі будуть залучатись до бою на основі сценарію ШІ. Гравець може перемикатись між трьома персонажами в будь-який момент часу, дозволяючи комп'ютеру керувати іншими.
Palmira Actions: це спеціальні навички, пов'язані з різним спорядженням, яке можна знайти у грі, кожен елемент якого має свій власний набір Palmira. Доступні дії для кожного персонажу повністю визначаються тим, яке спорядження використовує даний персонаж. Після зміни спорядження доступні прийоми Palmira змінюються відповідно. У кожного персонажа є спеціальна кнопка для прийомів Palmira — трикутник, квадрат та коло. Порядок може змінюватись в залежності від керованого персонажу.
Комбо: Forever Kingdom також реалізує систему комбо ударів, що дозволяє гравцеві виконувати дії Palmira у великій кількості при дотриманні таймінгу. Коли один персонаж використовує дію Palmira, з'явиться піктограма, яка вказує, яку кнопку слід натиснути, щоб запустити комбо, при цьому піктограма зникне, якщо гравець не зреагує досить швидко. Як тільки комбо-серія активується, два або більше персонажів одночасно бомбардують ворогів своїми доступними прийомами, що надає бонусів в атаці.

## Оцінки та відгуки
Гра отримала «змішані» відгуки згідно з агрегатором рецензій вебсайтом Metacritic.
Японський ігровий журнал Famitsu оцінив гру на 28 пунктів із 40.